# Страховский (городской округ город Михайловка)
Страховский — хутор в составе городского округа город Михайловка Волгоградской области.
Население — 314 (2010)

## История
Основан в период коллективизации как центральная усадьба совхоза «Страховский». В соответствии со Списком населенных пунктов Калининского района Сталинградского края 1935 года совхоз "Страховский" относился к Панфиловскому сельсовету. Впоследствии (не ранее 1945 года) населенный пункт был передан в состав Совхозного сельсовета (центр - посёлок Реконструкция). В 1963 году Калининский район был упразднён, Совхозный сельсовет передан в состав Михайловского района.
В 2012 году хутор был включён в состав городского округа город Михайловка

## География
Хутор расположен в степи, в пределах Хопёрско-Бузулукской равнины, при одной из балок, отходящих от Воровской балки. Высота центра населённого пункта около 145 метров над уровнем моря. Рельеф местности холмисто-равнинный. В границах хутора имеется несколько прудов. Почвы — чернозёмы южные.
Автомобильной дорогой с твёрдым покрытием Страховский связан с хутором Троицкий (10 км). По автомобильным дорогам расстояние до административного центра городского округа города Михайловки — 42 км, до областного центра города Волгограда — 220 км. В 2 км к северу расположен железнодорожный разъезд Страхово Приволжской железной дороги.
Климат
Климат умеренный континентальный (согласно классификации климатов Кёппена — Dfb). Многолетняя норма осадков — 445 мм. Наибольшее количество осадков выпадает в июне — 51 мм, наименьшее в феврале — 24 мм. Среднегодовая температура положительная и составляет + 6,7 °С, средняя температура самого холодного месяца января −9,2 °С, самого жаркого месяца июля +21,8 °С
Часовой пояс
Страховский, как и вся Волгоградская область, находится в часовой зоне МСК (московское время). Смещение применяемого времени относительно UTC составляет +3:00.

## Население
Динамика численности населения по годам:
| 1987 |
| ---- |
| ≈410 |

| 2010 |
| ---- |
| 314  |